# Тунель Краківського швидкісного трамваю
Тунель Краківського швидкісного трамваю — трамвайний тунель у Кракові. Тунель сполучає розв'язку Могильського з районом вул. Павії та Товарної станції. У довжину має 1420 м. (1538 м. разом із заїздами) і є першим об'єктом такого типу в Польщі. У тунелі розташовані дві зупинки: Головний вокзал-Тунель, а також Політехніка, таким чином тунель утворює третю систему підземного транспорту в Польщі (попередні дві — 41,5 км варшавського метро i 2 км тунелю трансміської залізниці у Варшаві. Будівництво тунелю тривало 34 роки з великими перервами, відкриття відбулося 11 грудня 2008 р. Тунель є частиною мережі Краківського швидкісного трамваю.

## Опис тунелю

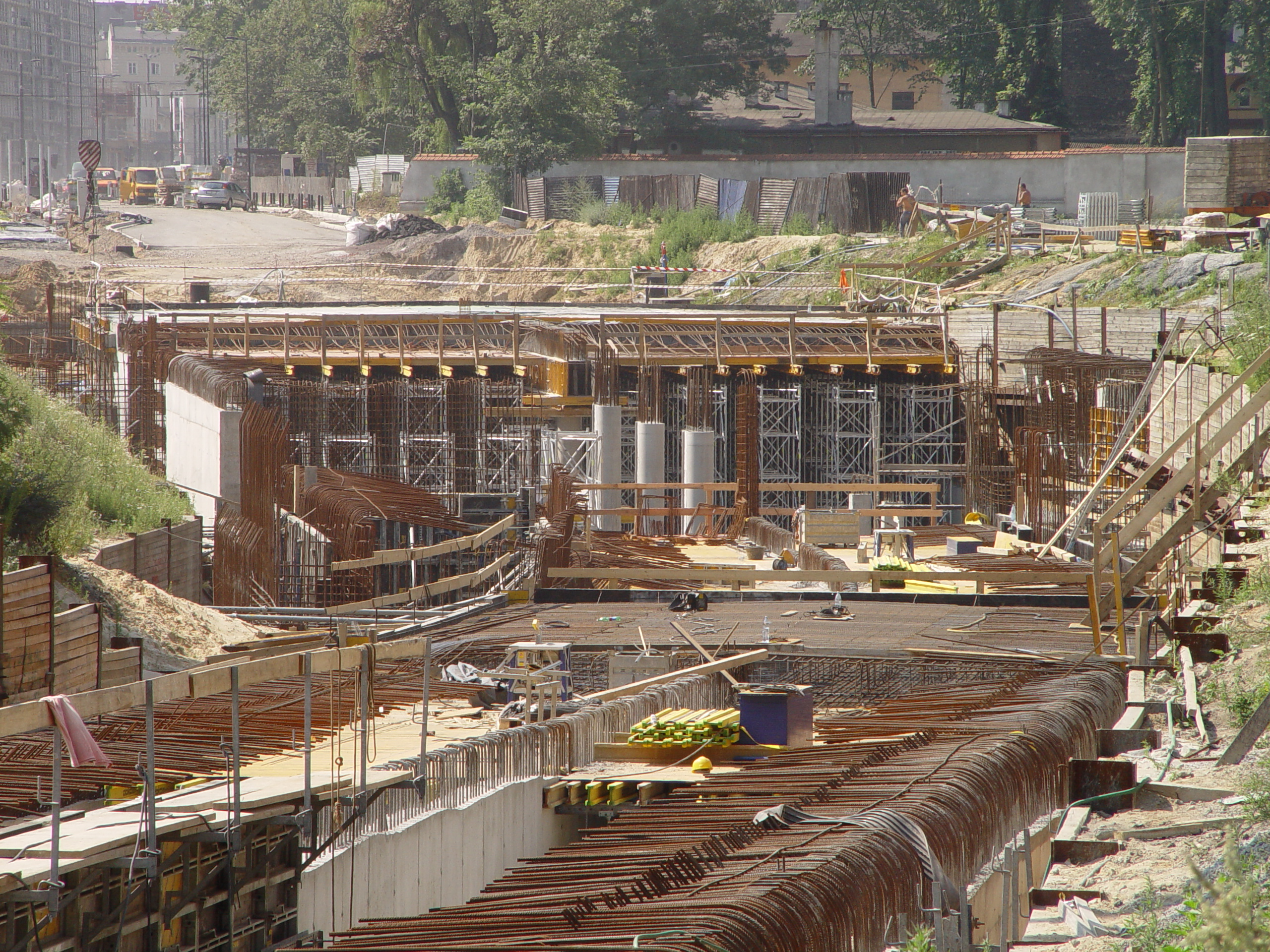
Будівництво тунелю в липні 2006 р. – Зупинка «Політехніка», а також заїзд зі сторони Товарної станції

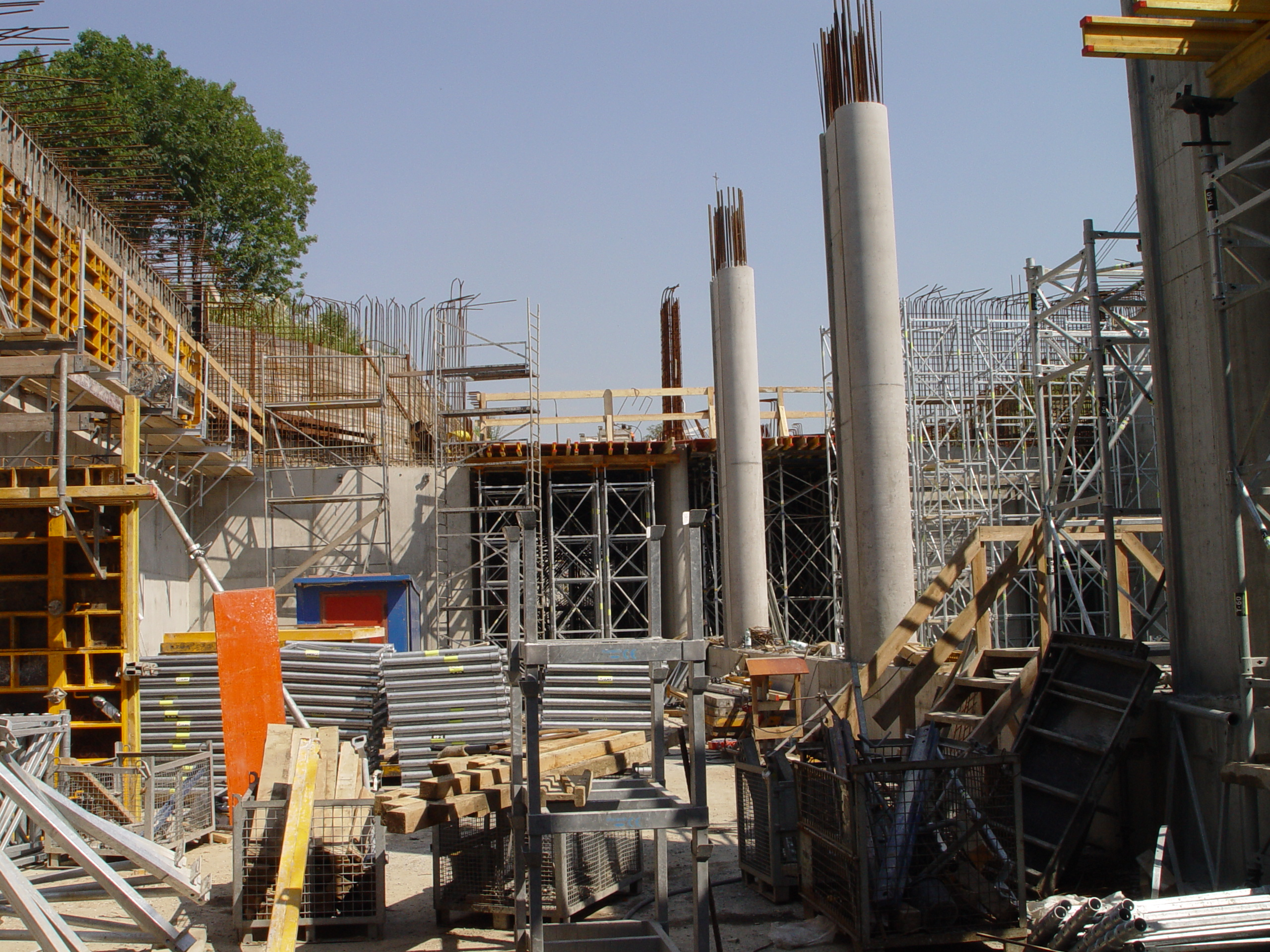
Будівництво тунелю в липні 2006 р. – Зупинка «Політехніка»

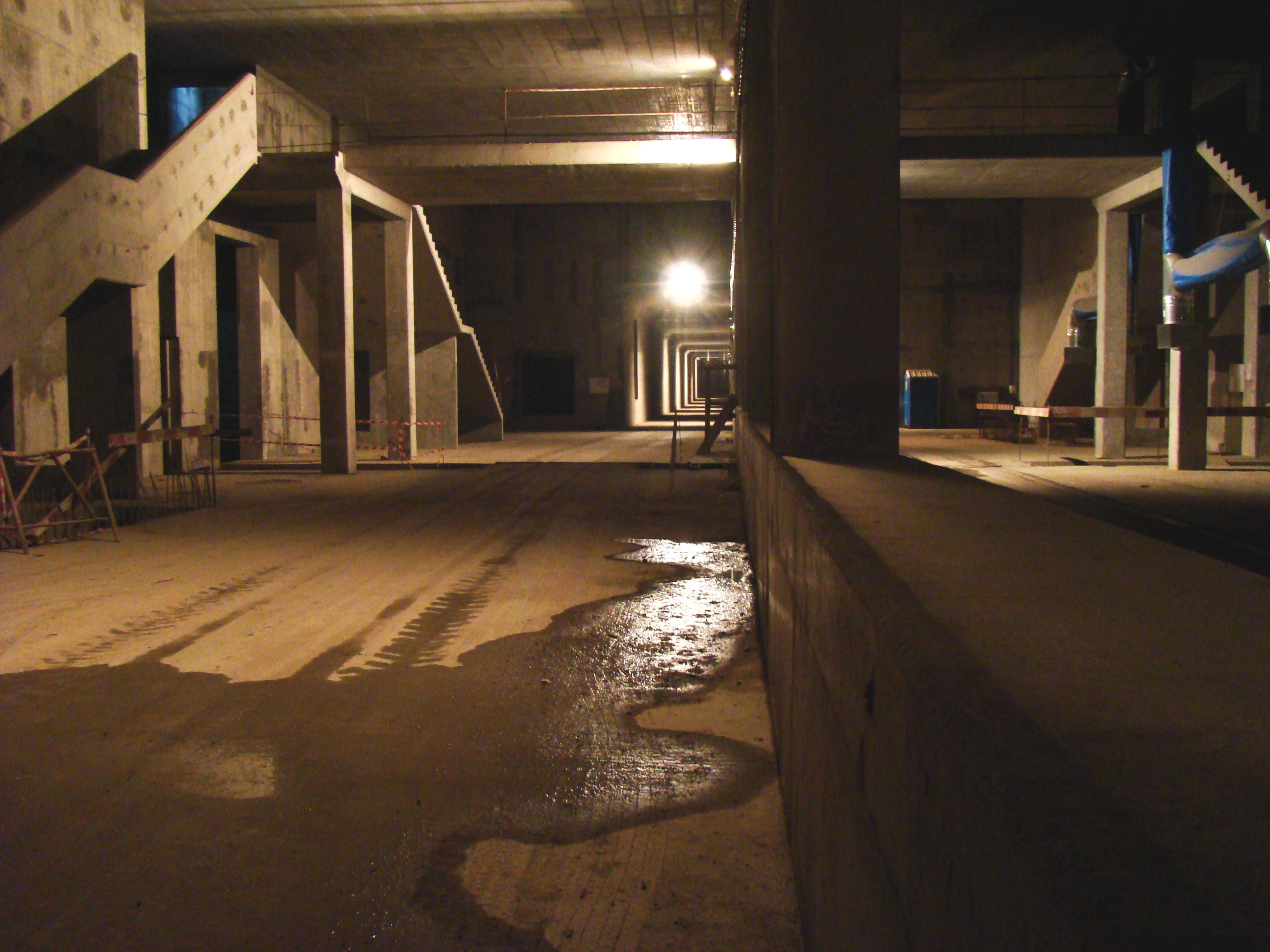
Будівництво тунелю в грудні 2007 р. — Зупинка «Політехніка»

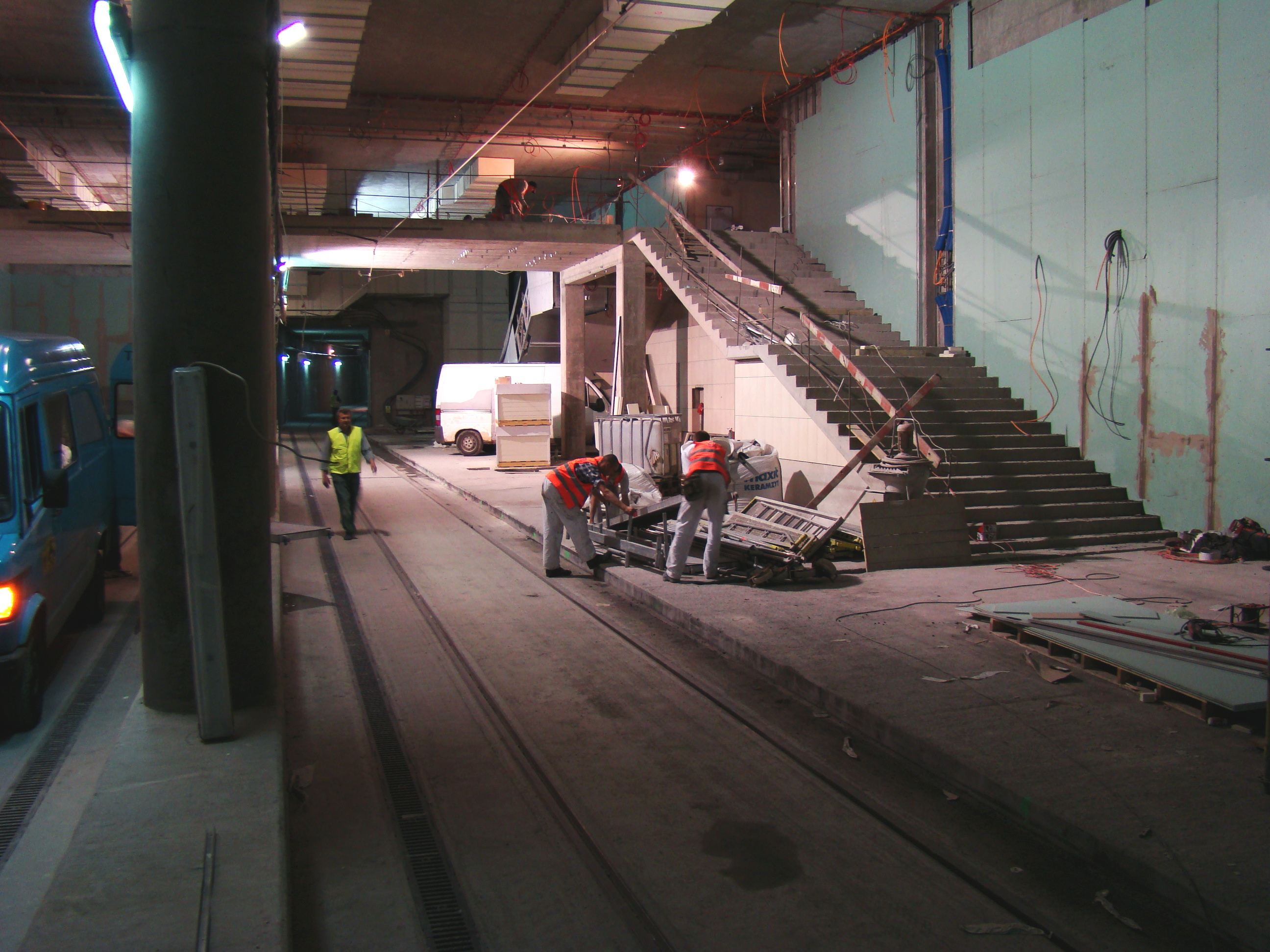
Будівництво тунелю в липні 2008 р. – Зупинка «Політехніка»

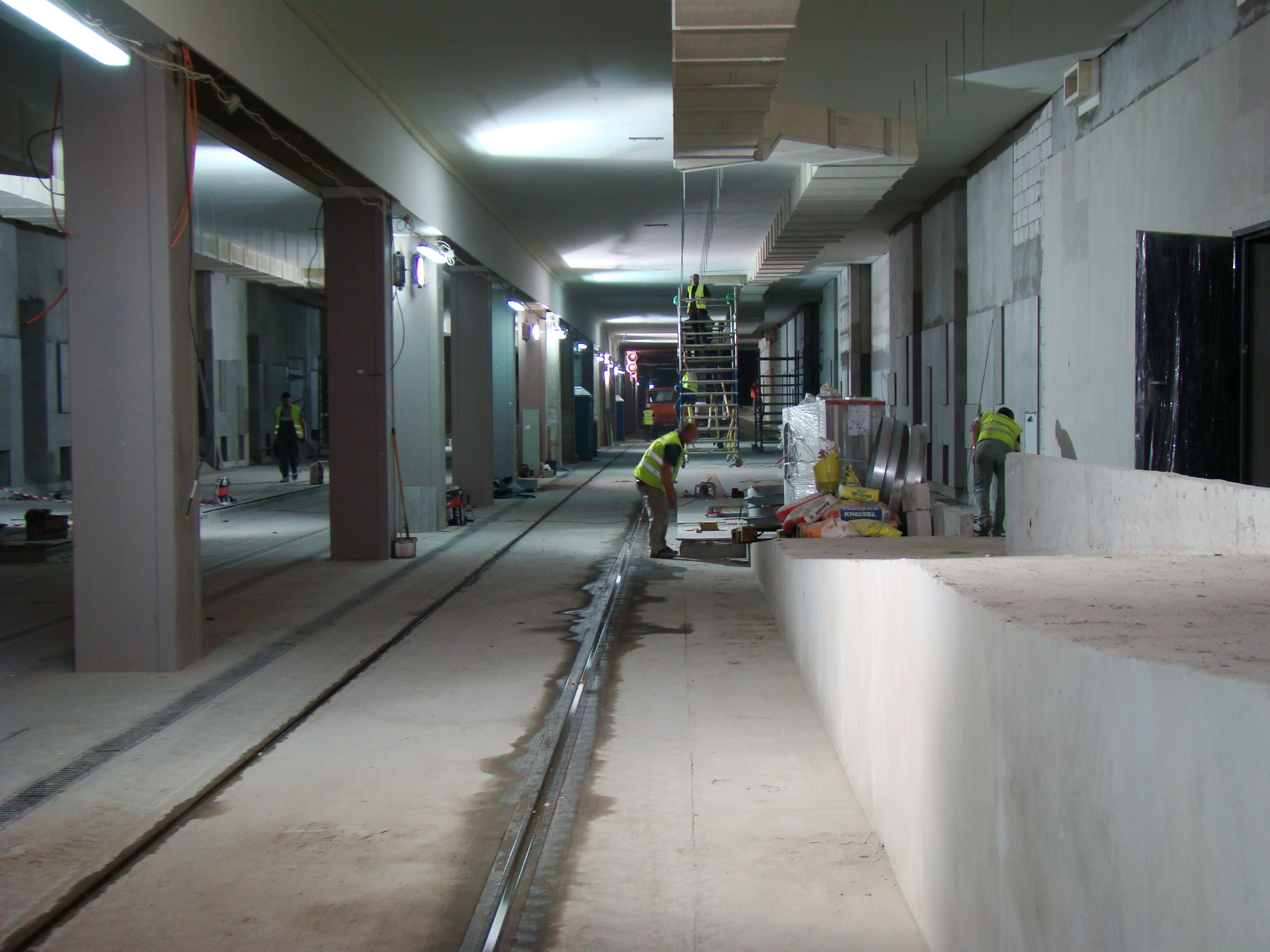
Будівництво тунелю в липні 2008 р. – Зупинка «Головний вокзал-Тунель»

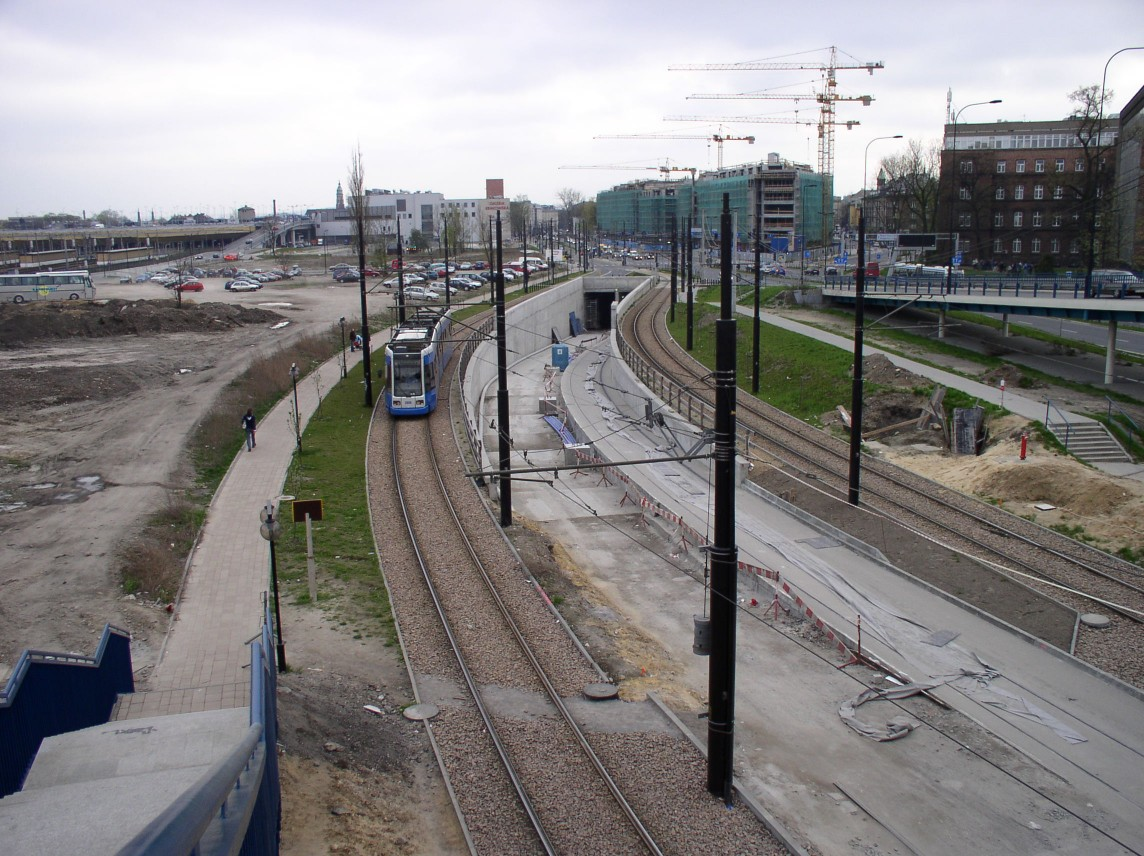
Будівництво тунелю в квітні 2008 р.

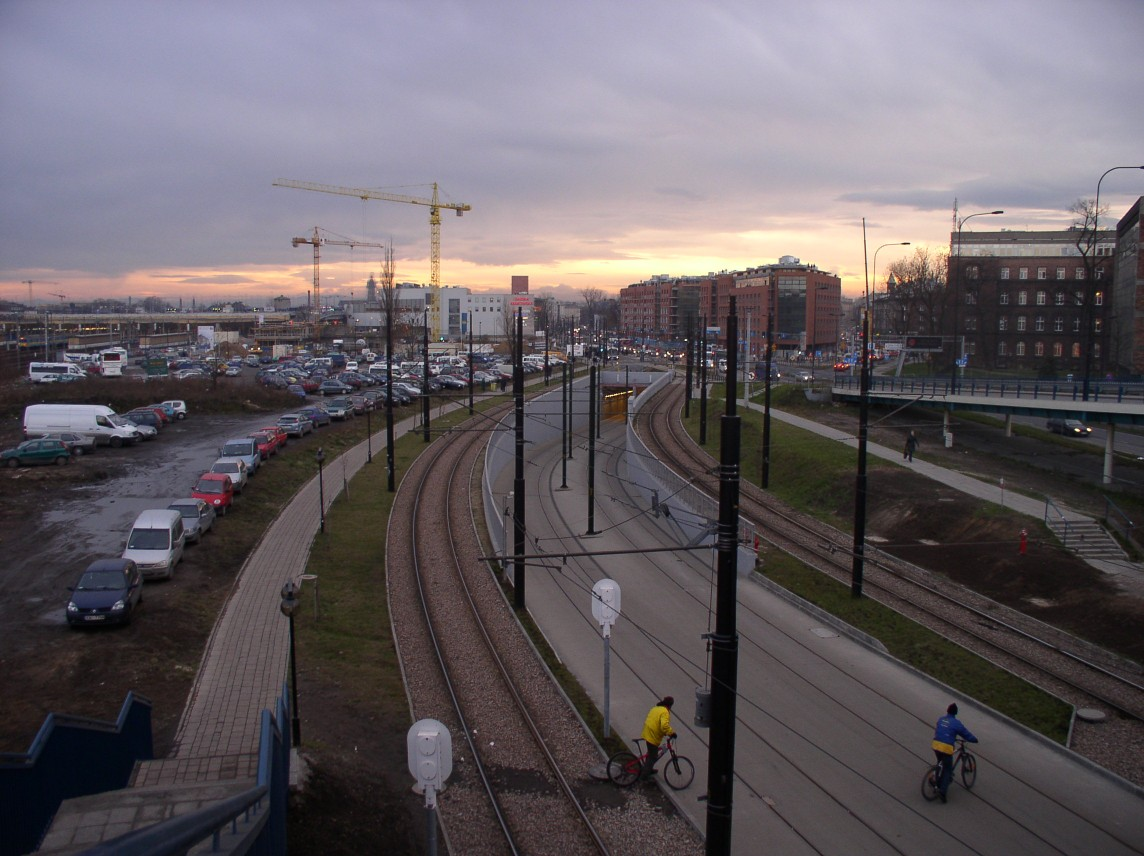
Виліт тунелю поблизу вул. Павії (2008)

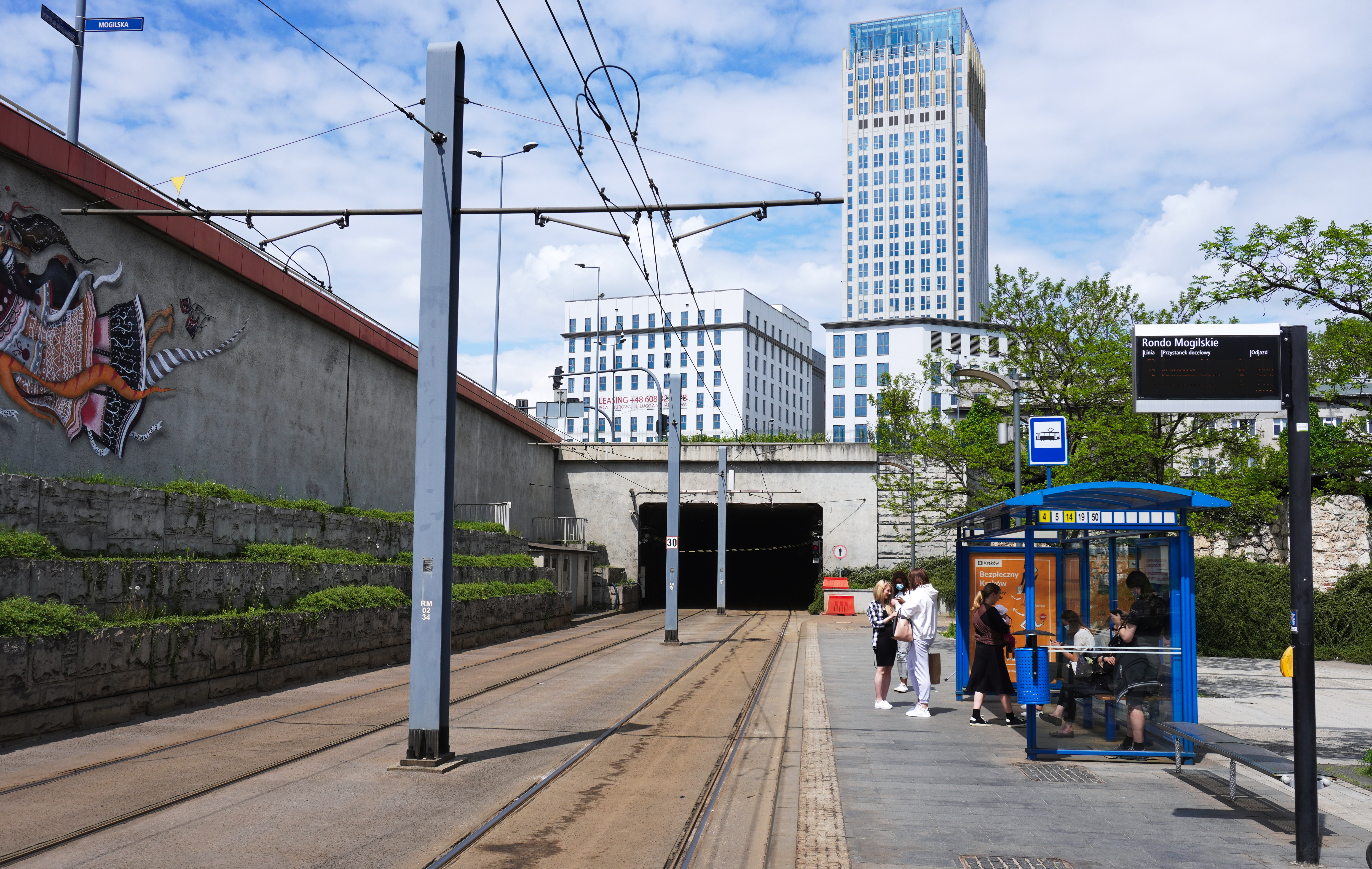
Виліт тунелю на розв'язці Могильського та трамвайна зупинка у напрямку Головного вокзалу

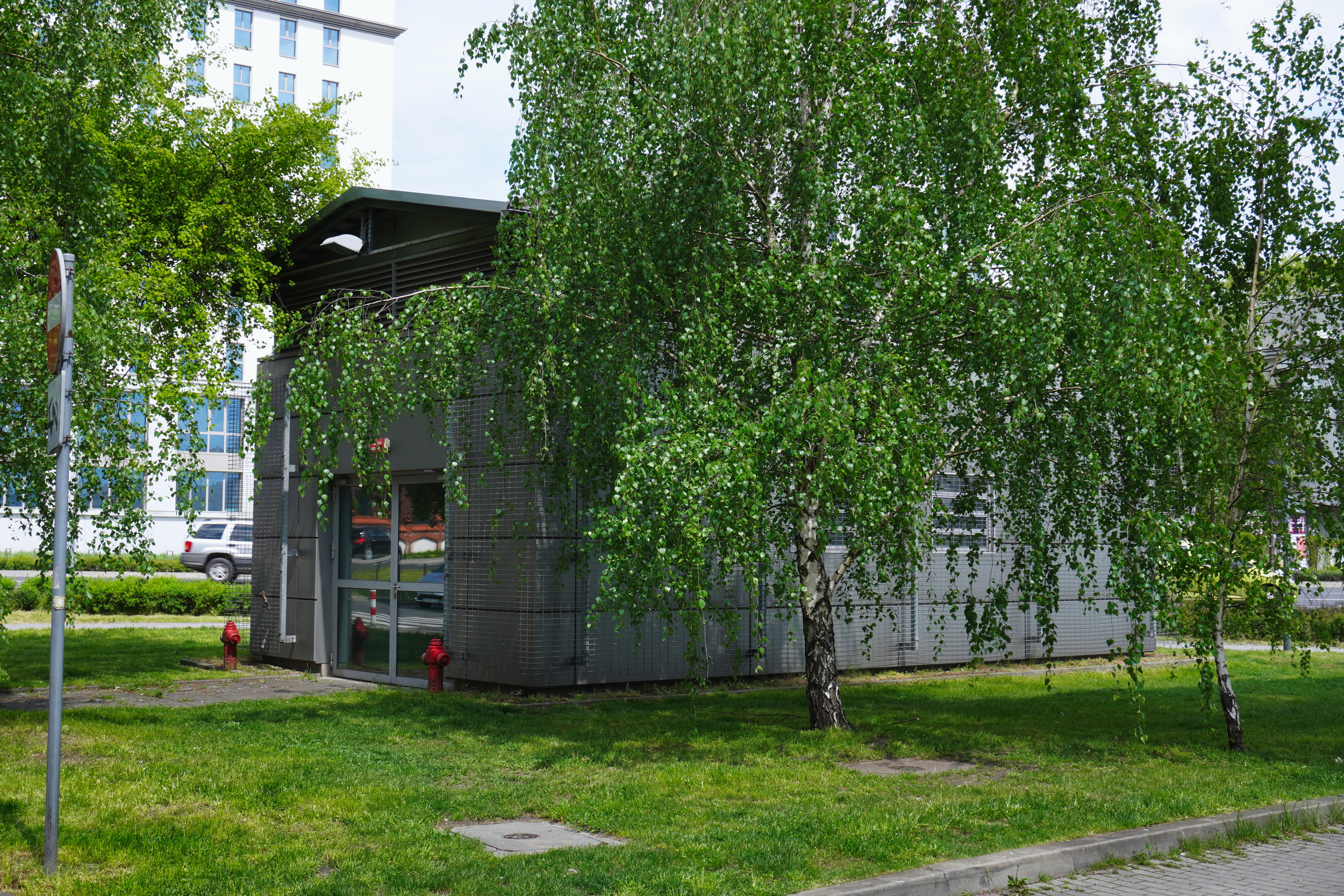
Аварійний вихід з тунелю біля вулиці Івони Боровицької

В'їзд до тунелю розташований у північній частині рівня -1 Розв'язки Могильського. Далі тунель повертає на захід і проходить під вул. Любомирського і під вокзалом «Краків-Головний», де розташована зупинка Головний вокзал-Тунель. Під Краківською галереєю він повертає на північ, до дворівневої зупинки Політехніка. Одразу за зупинкою розташована рампа, яка виводить колію на поверхню, де колія сполучається з маршрутом уздовж вул. Павії під віадуком пр. 29 листопада. Через тривалість будівництва та зміни в технологіях будівництва та регуляторних документах різні частини тунелю відрізняються за конструкцією. Від Розв'язки й до найближчої зупинки обидві колії проходять в одному широкому тунелі, а в найновішій західній частині — в окремих. На рівні зупинки «Головний вокзал-Тунель» розташована тягова підстанція.
На обох підземних зупинках розташовані пункти контролю руху (пол. абр. SOP), з яких працівники Управління Комунальної Інфраструктури та Транспорту мають змогу керувати функціонуванням об'єкту, а також спостерігати за його станом через мережу сенсорів, а також систему відеонагляду. Систему обслуговування тунелю створювали компанії Зіменс та Ela-Compil. Радіозв'язок з трамваями забезпечується через неекранований кабель, проведений вздовж тунелів і підключений до антен, розміщених з обох в'їздів. Для дотримання безпеки руху використовується двохстановий автоматичний лінійний замок. У тунелі наявні аварійні телефони, які дозволяють зв'язуватися з диспетчером, а в східній частині наявні додаткові евакуаційні клітки. У західній частині тунелю для евакуації використовуються зупинки. За безпеку пасажирів, особливо в частині витяжної вентиляції, відповідає система GEMOS.
Основою системи видалення диму є 12 реверсивних вентилятори діаметром від 1600 до 2000 мм, доставлених краківським підприємством HTK-Went, а вироблених на німецькому заводі DLK Ventilatoren. Вони забезпечують виведення диму і газів у випадку пожежі, а також забезпечують постачання певної кількості свіжого повітря у тунелі.
Обидві зупинки в тунелі пристосовані для руху низькопідлогових трамваїв, а також для потреб людей з інвалідністю. Пасажири мають доступ до ескалаторва та ліфтів. Також на станціях діє електронна система інформування пасажирів ідентична до тієї, яка працює на всій лінії швидкісного трамваю. Також на підземних зупинках наявні автомати Краківської міської картки.

## Історія
У 70-х рр. XX століття у Кракові планували будівництво лінії метро, яка б сполучала Нову Гуту з Середмістям. Реалізація інвестиції почалася в 1974 р. У той час розпочато роботу над 180-метровим відрізком тунелю, що проходив під модернізованим краківським залізничним вузлом. Відповідно до початкових планів, об'єкт мав простягатися зі сходу на захід і бути значно довшим — від Розв'язки Могильського і до вул. Кармелітської. Плани передбачали також будівництво Краківського транспортного центру на місці залізничного вокзалу. Проєктувальники очікували, що будівництво буде швидко завершено. В 1986 р. було закрито трамвайну лінію від Розв'язки вздовж вул. Любомирського до петлі Східний вокзал, аби перенести комунікації під землю.
Економічна криза, а також майбутні політичні зміни спричинили гальмування як цього будівництва, так і багатьох інших транспортних проєктів у місті. В 1990 р. повністю завершено відрізок, що проходить під платформами вокзалу, а також змінено багато рішень у проєкті. Будівництво мало тривати далі, але вже для сполучення за напрямком «північ-південь». Також проєктувальники відмовилися від метро на користь швидкого трамваю. У 1995 році будівництво було відновлено, і до 1999 року додано наступний, 605-метровий відрізок під вул. Любомирського, але ще без виходу на поверхню.
Втретє будівництво було відновлено в 2004 р., після завершення тендеру, яке виграло турецьке підприємство Ґюріш (Güriş). У той же час навколо Головного вокзалу розпочато реалізацію кількох інших проєктів, таких як будівництво автовокзалу MDA, а також Краківської галереї, під якою мав проходити черговий відрізок тунелю. Наприкінці 2004-початку 2005 р. виконано земельні роботи під наступну підземну зупинку, Політехніку. У той самий час остаточно скасовано можливість подальшого продовження об'єкту під Середмістям, оскільки не було залишено місця на додатковий виїзд з тунелю у західному напрямку.
Навесні 2005 року компанія Ґюріш покинула будмайданчик через скандал, оскільки вона не виявилася спроможною перебудувати Розв'язку Могильського. Тунель залишився у незавершеному стані. Після консервації вже виконаної ділянки будівництво було заморожене більш ніж на пів року. Завершенням будівництва займався консорціум Будімекс-Дромекс (Budimex-Dromex), який малв відповідати за нову схему доріг із західної сторони Вокзалу. У вересні 2006 року основні роботи на об'єкті вже були виконані. Тендер на завершувальні роботи виграв консорціум підприємств Grupa ZUE S.A., Budostal 5 S.A. та MP Mosty Sp. z o.o., які незабаром з'явилися на будмайданчику. Наприкінці 2007 року зі сторони Товарного вокзалу з'явилася перша колія, а другу було змонтовано кілька місяців потому. В липні 2008 р. було змонтовано контактну мережу, а у вересні почалися перші тестові поїздки через тунель. Початково відкриття було заплановане на 1 жовтня. Невдовзі виявилося, що хоча щоденник будівництва був закритий вчасно, деякі завершувальні роботи тривали. Окрім того через відсутність нормативних актів стосовно безпеки трамвайних тунелів у польському законодавстві, приймання об'єкту пожежною службою тривало значно довше. Наступні дати, 20 листопада і 27 листопада також були посунуті через неправильну роботу деяких систем під час тестування протипожежної безпеки. Остаточно тунель був урочисто відкритий 11 грудня 2008 року після 34 років будівництва. Перший трамвай спеціального безкоштовного маршруту 90 вирушив із пасажирами в напрямку тунелю невдовзі після 17 години з розворотної петлі Вічиста. Наступного дня тунелем проїхала перша лінія Краківського швидкісного трамваю.

## Зупинки
У західній частині тунелю розташовані дві підземні зупинки: Головний вокзал-Тунель і Політехніка. Обидві станції виконані у схожому сучасному дизайні, але відрізняються розташуванням входів та перонів. На відміну від більшості станцій метро, кожна колія обслуговує окрему колію (станція берегового типу). Причиною є те, що трамваї, що курсують тунелем, є односторонніми, із дверима по правій стороні. Колії розділені бетонними або сталевими парканами, які у випадку небезпеки легко перелізти.

### Головний вокзал-Тунель
Зупинка розташована під залізничним вокзалом Краків-Головний. Разом із Автовокзалом MDA зупинка утворює повноцінний пересадковий вузол. Зупинка має два входи — зі сторони Краківської галереї та зі сторони автовокзалу.

### Політехніка
Ця зупинка складається з підземної та наземної частин. Зупинку відкрито 22 січня 2007 р, трамваї до неї заїжджають вздовж вул. Павії. Над колією розміщується галерея, яка функціонує як прохід на перони, а також як підземний перехід під вул. Павії.

## Експлуатація
У тунелі трамваї рухаються з обмеженням швидкості 40 км/год.
Не всі трамваї, які експлуатуються MPK, можуть в'їжджати з пасажирами до тунелю. Зазвичай тунелем можуть курсувати такі вагони:
- Bombardier NGT6
- EU8N
- Protram 405N — зазвичай не використовується на лініях, що проходять через тунель, лише як резерв або у випадку об'їзду.
- GT8S – зазвичай не використовується на лініях, що проходять через тунель, лише як резерв або у випадку об'їзду.
- N8S-NF
- Bombardier NGT8
- PESA «Краков'як» 2014N
- Stadler Tango «Лайконик»